# Nyctemera mesolychna
Nyctemera mesolychna là một loài bướm đêm thuộc phân họ Arctiinae, họ Erebidae.